# سرشاخه‌خواری

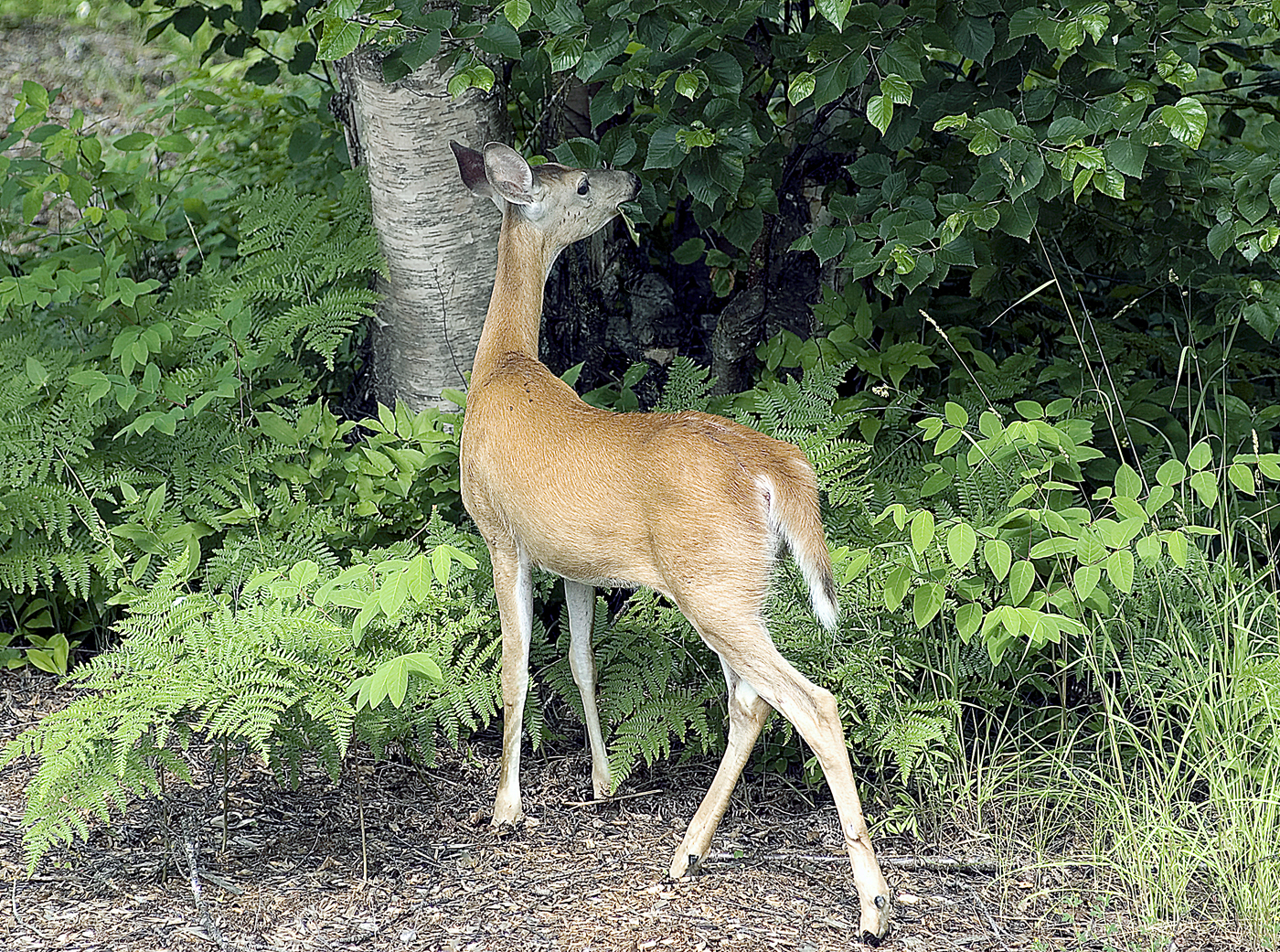
گوزن دم‌سفید در حال سرشاخه‌خواری برگ‌ها در اندربی، بریتیش کلمبیا

سرشاخه‌خواری (به انگلیسی: Browsing)، نوعی گیاه‌خواری است که در آن یک گیاه‌خوار (یا با تعریف محدودتر، برگ‌خوار) از برگ‌ها، شاخه‌های نرم یا میوه‌های گیاهان پُررشد و عموماً چوبی مانند درختچه‌ها تغذیه می‌کند. این در تضاد با چرا است، که معمولاً با جانورانی که از علف یا سایر گیاهان پایین‌تر تغذیه می‌کنند، مرتبط است. از سوی دیگر، چرندگان جانورانی هستند که عمدتاً علف می‌خورند و سرشاخه‌خوارها جانورانی هستند که عمدتاً گیاهان غیرعلفی می‌خورند، که شامل دولپه‌های چوبی و علفی است. در هر صورت، نمونه‌ای از این دوگانگی، بزها (که در درجه نخست سرشاخه‌خوار) و گوسفندان (عمدتاً چرنده) هستند.

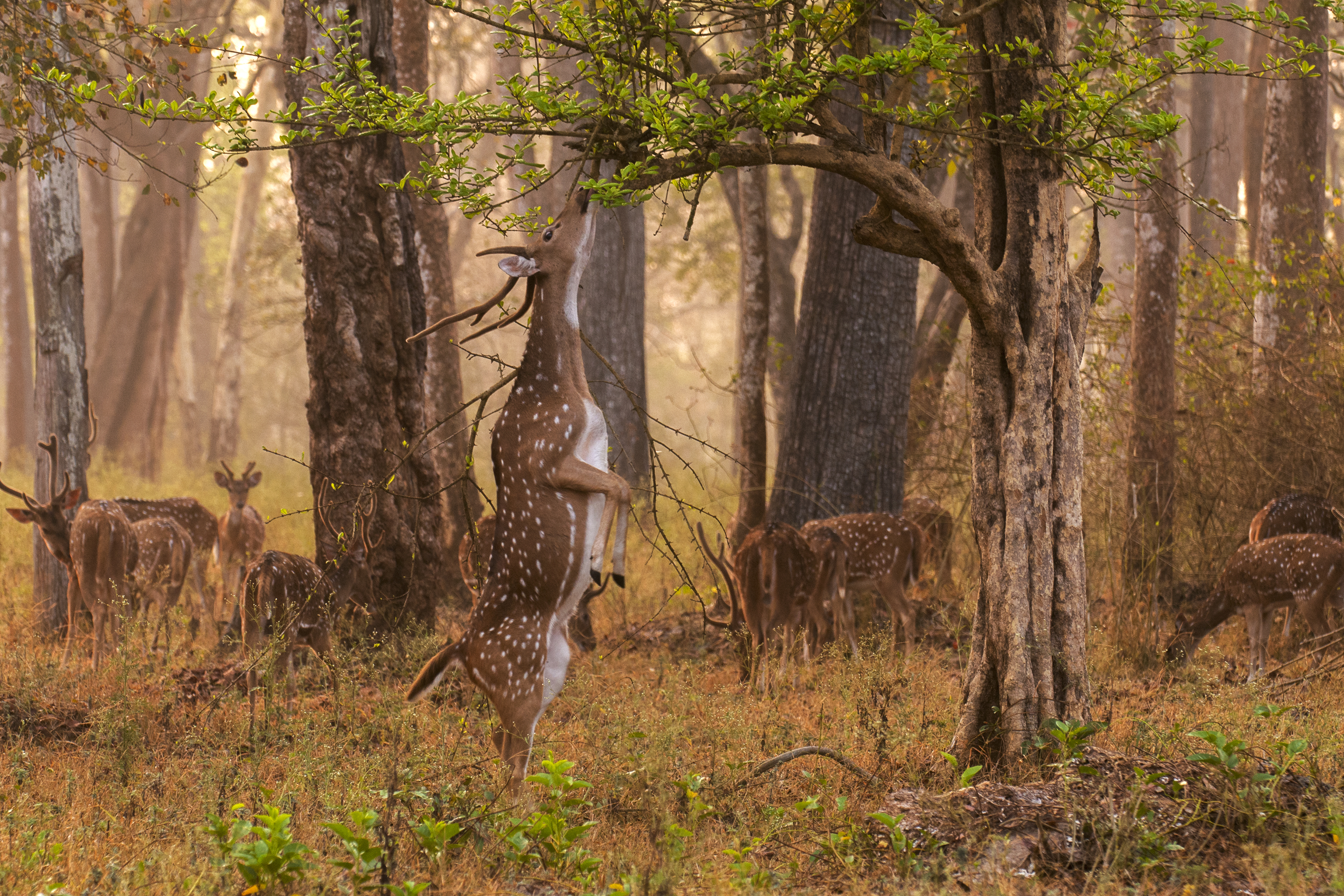
سرشاخه‌خواری چیتال در ناگارهول (کارناتاکا، هند)